# Jiangcheng (köping i Kina, lat 23,33, long 107,13)
Jiangcheng (kinesiska: 江城镇, 江城) är en köping i Kina. Den ligger i den autonoma regionen Guangxi, i den södra delen av landet, omkring 130 kilometer nordväst om regionhuvudstaden Nanning. Antalet invånare är 15282. Befolkningen består av 7 666 kvinnor och 7 616 män. Barn under 15 år utgör 26,0 %, vuxna 15-64 år 61 %, och äldre över 65 år 11,0 %.
Genomsnittlig årsnederbörd är 1 664 millimeter. Den regnigaste månaden är juli, med i genomsnitt 286 mm nederbörd, och den torraste är februari, med 25 mm nederbörd.